# Guldental
Guldental là một đô thị thuộc huyện Bad Kreuznach trong bang Rheinland-Pfalz, phía tây nước Đức. Đô thị Guldental có diện tích 12,99 km², dân số thời điểm ngày 31 tháng 12 năm 2006 là 2612 người.